# Kiribati zászlaja
Kiribati címeres zászlaján a fregattmadár (Fregata minor) a hatalom, a szabadság és a tradicionális táncok szimbóluma. A felkelő nap az Egyenlítőre utal, amelynek több mint 4000 kilométeres szakasza esik Kiribati területére. A fehér és a kék hullámok a Csendes-óceánt szimbolizálják (5 millió négyzetkilométernyi része tartozik Kiribatihoz).